# Lesedrama
Als Lesedrama oder Buchdrama wird ein literarisches Werk bezeichnet, das zwar der gattungsspezifischen Form des Dramas folgt, aber nicht für die Aufführung auf einer Bühne konzipiert ist. Es richtet sich somit nicht an Zuschauer, sondern an einen Leser.
Ein Lesedrama funktioniert unabhängig von den Möglichkeiten der Bühnentechnik, Handlungsdauer und Anzahl der eingeführten Personen brauchen nicht beschränkt zu werden, da auf die Bedürfnisse des Theaterpublikums oder die eines Regisseurs nicht näher eingegangen werden muss.
Es kann jedoch vorkommen, dass ursprünglich als Lesedramen verfasste Stücke mit der Zeit ihren Weg ins Theater finden, so etwa Goethes Faust oder Schillers Räuber.